# Strada Statale 242 dir di Val Gardena e Passo Sella
Die Strada Statale 242 dir di Val Gardena e Passo Sella (SS 242 dir) ist ein Seitenast (italienisch diramazione) der SS 242, einer das Eisacktal mit Gröden verbindenden Staatsstraße im italienischen Südtirol. Die SS 242 dir verläuft zum Großteil auf der Trasse der 1960 stillgelegten Grödner Bahn. Sie wurde anlässlich der Alpinen Skiweltmeisterschaften 1970 in Gröden errichtet und sollte den untersten Abschnitt der im schluchtartigen Talgrund gebauten und oftmals wegen Steinschlag gesperrten SS 242 entlasten.
Die SS 242 dir zweigt in der Stadt Klausen, wo sie mit der Anschlussstelle Klausen-Gröden der Brennerautobahn bzw. A 22 verknüpft ist, von der SS 12 ab. In der Folge durchquert sie das Gemeindegebiet von Lajen und erschließt dort mit ihrem Verlauf in erhöhter Hanglage das untere Grödner Tal, ehe sie in der Örtlichkeit Pontives den Talgrund erreicht und in die SS 242 einmündet.